# ザーヘダーン
ザーヘダーン (ペルシア語: زاهدان; Zāhedān [zɒːheˈd̪ɒːn] ( 音声ファイル)）はイラン南東部、パキスタンおよびアフガニスタンとの国境部に位置する都市で、スィースターン・バルーチェスターン州の州都。標高は海抜1,352m、テヘランからの距離は1,605kmである。人口は2006年の統計で589,477人。住民の圧倒的大多数はバルーチ民族である。ザーヘダーンの南100kmには断続的に活動する火山、タフターン山があって、周囲の平地から盛り上がり標高4042mに達する。バローチ人が住むイランとパキスタンの国境付近にある.

## 歴史
周辺地域には古い遺跡が残るものの、ザーヘダーン自体は近く20世紀に発展した街である。1930年代に州行政中心地となる以前は,
小村に過ぎなかった。この小村は「ドズダーブ」、すなわち盗賊の場と呼ばれていた。ドズドとは盗賊であり、アーブは水を意味する。ルート砂漠に跳梁する盗賊が、砂漠東淵のこの地に頻繁に水を求めたための名である。
1923年のレザー・シャー・パフラヴィーの即位後、「ドズダープ」はザーヘダーンとなった。ザーヘダーンは、敬虔を意味する「ザーヘド」の複数形である。これについて、シャーが街を訪れた際に多くのシーク教徒を見たためとする説がある。彼らの伝統的な振る舞いをみて、シャーは都市住民を敬虔な人びとと解釈したという。実際にはシーク教徒は多くはなかったが、移民が交易に従事しており目立つ存在ではあった。
以降、人口は1956年には17,500人に達し、1976年には93,000人と5倍近くに増加している。1980年以降は、ソヴィエト連邦のアフガニスタン侵攻により多数の難民が流入、この影響も受けて1986年には281,000人、2001年の見積もりでは590,125人となっている。

## 経済と文化
ザーヘダーンは地域経済の中心地であって、多くの中小規模の産業が立地している。主な産業は綿織物、織機・手織双方による絨毯、陶器、加工食品、畜産、皮革加工、米粉、レンガ、葦によるマットや籠などである。
イラン諸都市と同様、ザーヘダーンにもジャーメ・モスクがあり、多くの人びとが金曜礼拝に訪れる。また色彩豊かなラスーリー・バーザールがある。

### 教育
ザーヘダーンの高等教育機関は次の通り。
- イスラーム自由大学ザーヘダーン  （ペルシア語）
- ザーヘダーン医科大学  （ペルシア語）

### 交通
高速道路がザーヘダーンとテヘランを結び、さらに北にはマシュハド、南にはアラビア海のバンダル・チャーバハールに、東にはパキスタンのクエッタに通じる。
ザーヘダーンからクエッタへは鉄道も通じている。さらに1990年代半ばからザーヘダーンとイラン中部ケルマーンを結ぶ鉄道も建設中であり、完成すれば前者をイランの鉄道網に結びつけるものとなる。ただし前者は広軌、後者は標準軌である。2007年5月18日、イラン・パキスタン両国は2008年12月までにケルマーンからザーヘダーンを経てクエッタに向かう路線を完成させるための協力覚書に署名した。イラン・イスラーム共和国鉄道の標準軌とパキスタン鉄道の広軌はザーヘダーンで切り替えられることとなる。
またザーヘダーン国際空港がある。

## 註
1. ↑  Stubbs, John (2007年1月1日). “Closing the gap from Bam to Zahedan”. レールウェイ・ガゼット・インターナショナル 2008年1月25日閲覧。